# Mistrovství Severní Ameriky a Oceánie v rychlobruslení 2013
Mistrovství Severní Ameriky a Oceánie v rychlobruslení 2013 se konalo ve dnech 12. a 13. ledna 2013 v rychlobruslařské hale Utah Olympic Oval v americkém Kearns nedaleko Salt Lake City. Jednalo se o 15. mistrovství Severní Ameriky a Oceánie. Z předchozího šampionátu obhajovali titul Američan Jonathan Kuck a Kanaďanka Brittany Schusslerová.
V Salt Lake City se poprvé mistryní Severní Ameriky a Oceánie stala Kanaďanka Ivanie Blondinová. Mezi muži poprvé zvítězil Kanaďan Lucas Makowsky.

## Muži
Závodníci na prvních 4 příčkách zajistili pro své země odpovídající počet míst pro start na Mistrovství světa ve víceboji 2013.
| Pořadí           | Jméno              | Země        | 500 m         | 5000 m        | 1500 m        | 10 000 m      | Počet bodů |
| ---------------- | ------------------ | ----------- | ------------- | ------------- | ------------- | ------------- | ---------- |
| Zlatá medaile    | Lucas Makowsky     | Kanada      | 36,70 (2.)    | 6:29,77 (2.)  | 1:46,88 (1.)  | 13:51,51 (5.) | 152,878    |
| Stříbrná medaile | Jonathan Kuck      | USA         | 37,26 (5.)    | 6:25,53 (1.)  | 1:49,63 (7.)  | 13:36,73 (1.) | 153,192    |
| Bronzová medaile | Joey Mantia        | USA         | 36,45 (1.)    | 6:37,50 (8.)  | 1:47,80 (2.)  | 13:54,13 (6.) | 153,839    |
| 4.               | Jordan Belchos     | Kanada      | 38,09 (12.)   | 6:33,99 (6.)  | 1:49,13 (6.)  | 13:39,85 (2.) | 154,857    |
| 5.               | Alec Janssens      | Kanada      | 37,63 (9.)    | 6:36,33 (7.)  | 1:48,71 (3.)  | 13:59,36 (7.) | 155,467    |
| 6.               | Emery Lehman       | USA         | 38,29 (13.)   | 6:33,09 (5.)  | 1:50,05 (8.)  | 13:50,51 (4.) | 155,807    |
| 7.               | Patrick Meek       | USA         | 38,72 (14.)   | 6:29,79 (3.)  | 1:51,66 (12.) | 13:44,07 (3.) | 156,122    |
| 8.               | Paul Dyrud         | USA         | 37,45 (7.)    | 6:38,48 (9.)  | 1:49,00 (5.)  | 14:12,14 (8.) | 156,238    |
| 9.               | Shane Dobbin       | Nový Zéland | 37,75 (11.)   | 6:32,35 (4.)  | 1:48,75 (4.)  | —             | 113,235    |
| 10.              | Justin Warsylewicz | Kanada      | 36,94 (3.)    | 6:41,82 (10.) | 1:50,57 (9.)  | —             | 113,978    |
| 11.              | Stefan Waples      | Kanada      | 37,42 (6.)    | 6:42,16 (11.) | 1:50,80 (10.) | —             | 114,569    |
| 12.              | Nick Goplen        | Kanada      | 37,66 (10.)   | 6:49,79 (12.) | 1:53,03 (14.) | —             | 116,315    |
| 13.              | Nick Frank         | USA         | 37,16 (4.)    | 6:57,43 (13.) | 1:52,40 (13.) | —             | 116,369    |
| 14.              | Mark Jackson       | Nový Zéland | 37,52 (8.)    | 7:05,38 (15.) | 1:51,09 (11.) | —             | 117,088    |
| 15.              | Reyon Kay          | Nový Zéland | 1:09,34 (15.) | 7:01,72 (14.) | DNS           | —             | 111,512    |

## Ženy
Závodnice na prvních 6 příčkách zajistily pro své země odpovídající počet míst pro start na Mistrovství světa ve víceboji 2013.
| Pořadí           | Jméno                    | Země   | 500 m       | 3000 m        | 1500 m        | 5000 m       | Počet bodů |
| ---------------- | ------------------------ | ------ | ----------- | ------------- | ------------- | ------------ | ---------- |
| Zlatá medaile    | Ivanie Blondinová        | Kanada | 39,72 (2.)  | 4:10,27 (2.)  | 1:59,78 (4.)  | 7:12,92 (1.) | 164,649    |
| Stříbrná medaile | Brittany Schusslerová    | Kanada | 39,95 (4.)  | 4:10,23 (1.)  | 1:57,51 (1.)  | 7:20,40 (3.) | 164,865    |
| Bronzová medaile | Kali Christová           | Kanada | 39,59 (1.)  | 4:15,82 (4.)  | 1:57,62 (2.)  | 7:26,27 (4.) | 166,059    |
| 4.               | Anna Ringsredová         | USA    | 39,72 (3.)  | 4:16,59 (6.)  | 1:59,06 (3.)  | 7:30,01 (5.) | 167,172    |
| 5.               | Maria Lambová            | USA    | 40,93 (7.)  | 4:16,16 (5.)  | 2:01,67 (6.)  | 7:19,58 (2.) | 168,137    |
| 6.               | Jilleanne Rookardová     | USA    | 40,12 (5.)  | 4:15,09 (3.)  | 2:01,46 (5.)  | 7:35,01 (7.) | 168,622    |
| 7.               | Victoria Spenceová       | Kanada | 41,97 (10.) | 4:19,63 (8.)  | 2:05,13 (9.)  | 7:32,54 (6.) | 172,205    |
| 8.               | Petra Ackerová           | USA    | 41,90 (9.)  | 4:20,47 (9.)  | 2:03,50 (7.)  | 7:40,77 (8.) | 172,554    |
| 9.               | Sarah Greggová           | Kanada | 41,25 (8.)  | 4:26,00 (11.) | 2:04,19 (8.)  | —            | 126,979    |
| 10.              | Lauren McGuireová        | Kanada | 42,57 (12.) | 4:19,09 (7.)  | 2:05,80 (10.) | —            | 127,684    |
| 11.              | Nancy Swiderová-Peltzová | USA    | 42,40 (11.) | 4:25,02 (10.) | 2:05,90 (11.) | —            | 128,536    |
| 12.              | Kelly Guntherová         | USA    | 40,35 (6.)  | 4:39,05 (12.) | 2:06,11 (12.) | —            | 128,894    |